# William Tuke

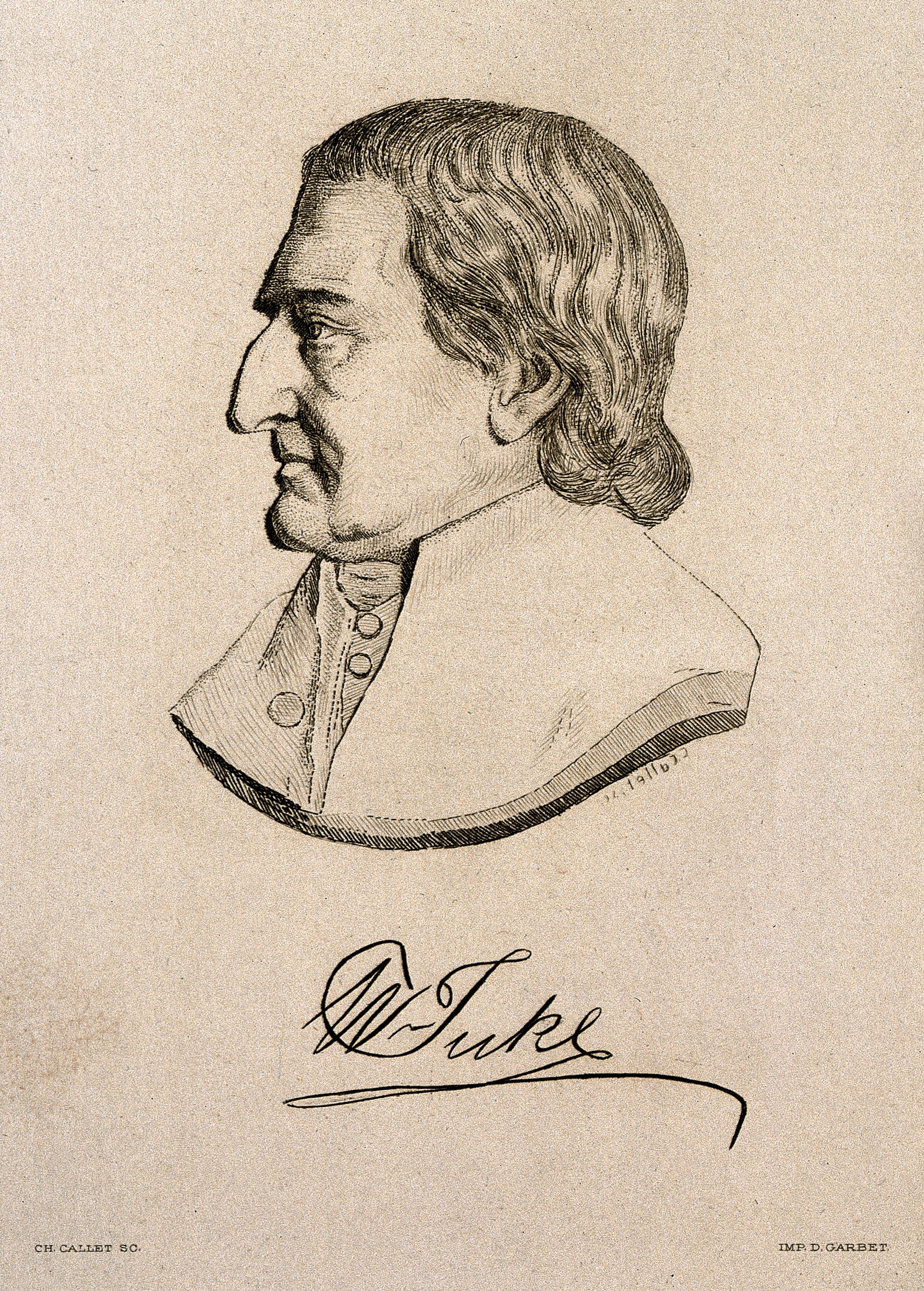
William Tuke

William Tuke (York, 1732 — 1822) foi um negociante e filantropo inglês.
Seu nome é ligado ao tratamento humanizado dos doentes mentais, para os quais projetou, em 1792, o Retiro de York, que ficou famoso como instituição na qual tentava-se corajosamente manter os doentes mentais sem restrições excessivas, que eram entendidas como essenciais na época.
O asilo ficava inteiramente ao controle da Religious Society of Friends. O seu sucesso levou a criação de leis no interesse dos insanos.